# Haplostachys bryanii
Haplostachys bryanii är en kransblommig växtart som beskrevs av Earl Edward Sherff. Haplostachys bryanii ingår i släktet Haplostachys och familjen kransblommiga växter. Inga underarter finns listade i Catalogue of Life.